# Ondřej Havlíček (voják)

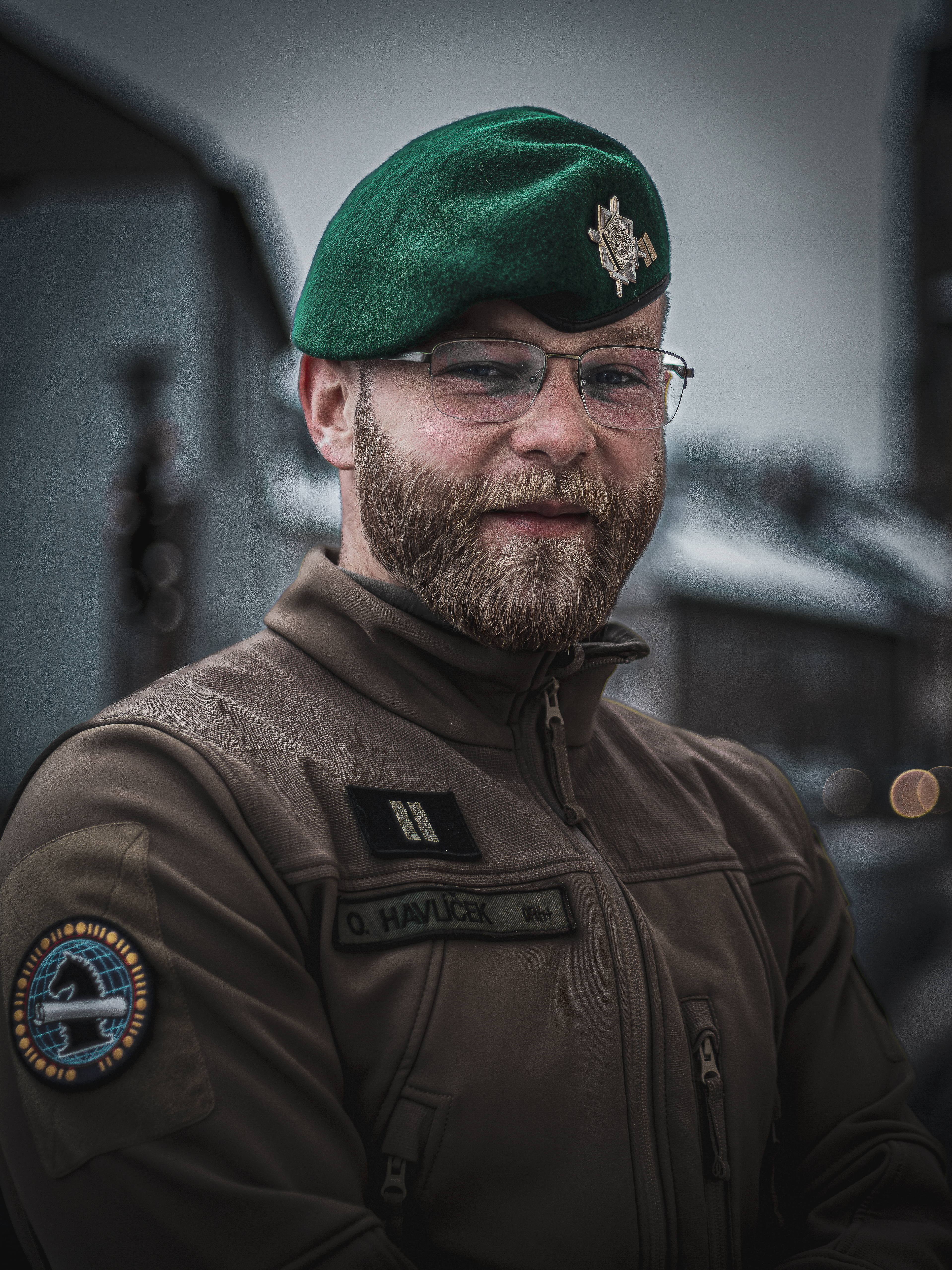
Ondřej Havlíček v uniformě Armády ČR s baretem a nášivkou Informačních a kybernetických sil, kde působil.

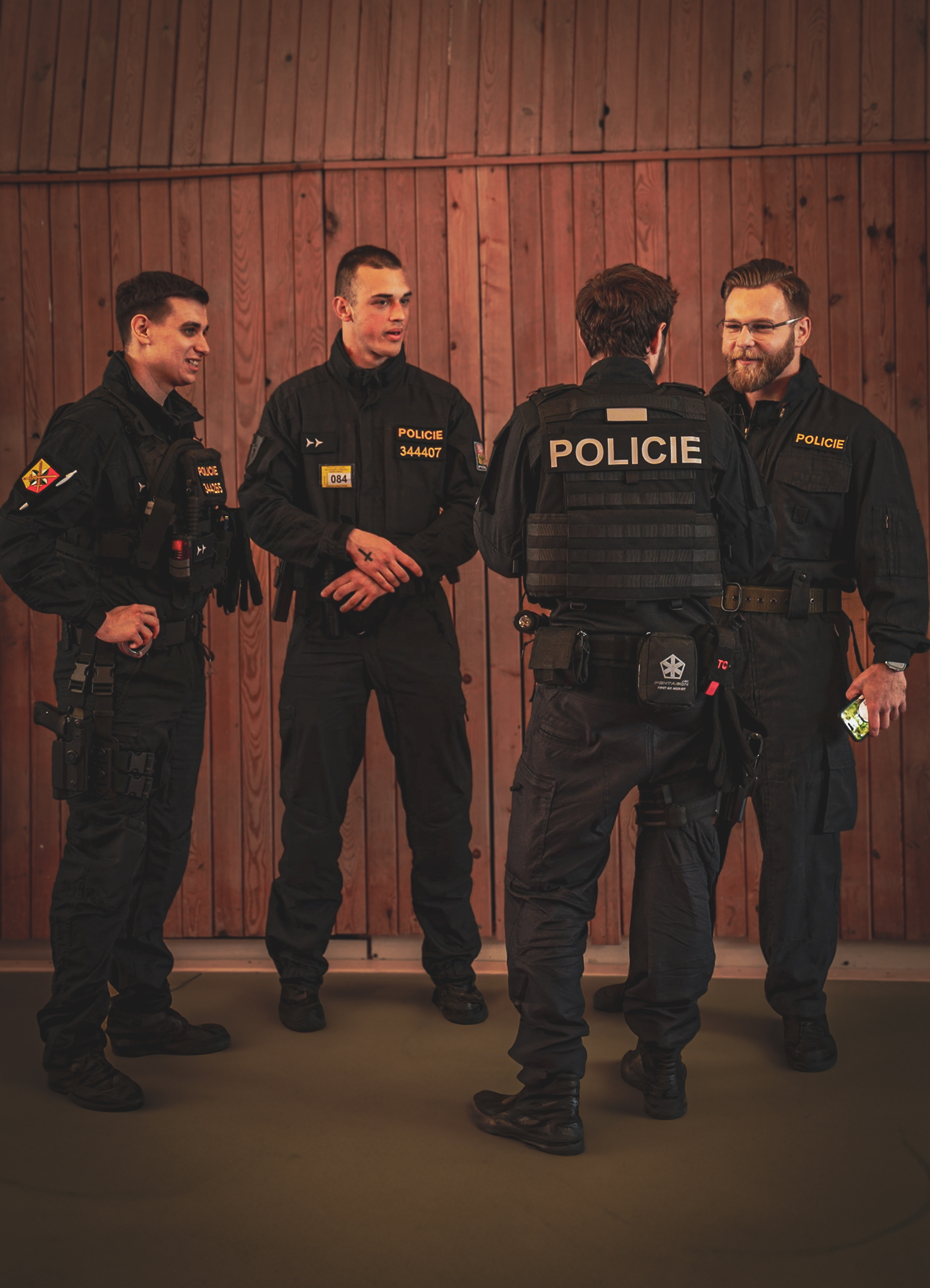
Ondřej Havlíček při natáčení Základní odborné přípravy nově příchozích policistů v Praze

Ondřej Havlíček, vystupující pod přezdívkou „Tankista“, je český youtuber, influencer a voják z povolání v hodnosti praporčíka. Ve své tvorbě na platformě YouTube se od roku 2022 specializuje na popularizaci Armády České republiky a bezpečnostních složek, včetně videí z vojenské historie – dějiny československé a české armády, druhá světová válka, studená válka, srovnání vojenských sil.

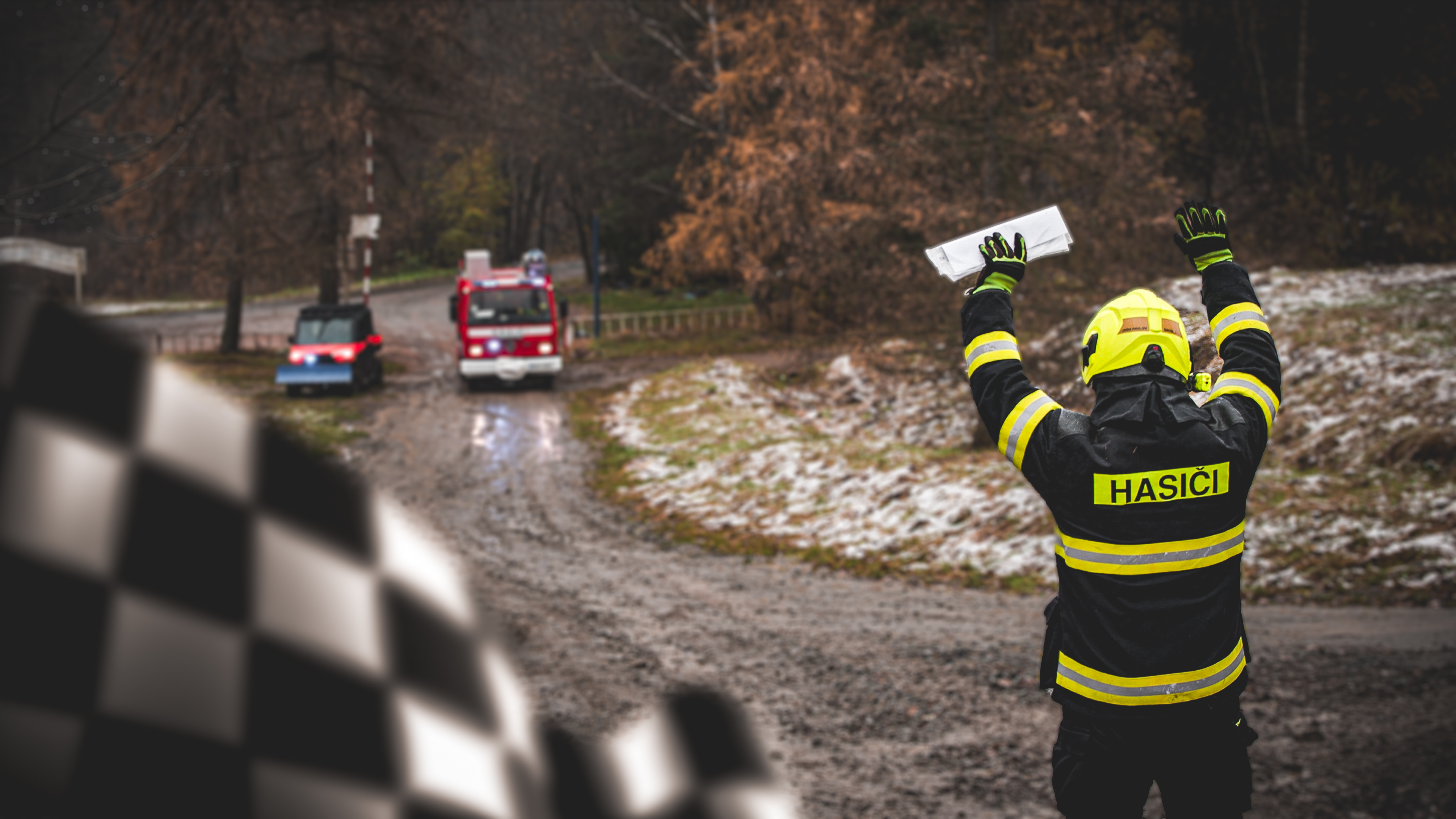
Ondřej Havlíček během natáčení s JSDH Pavlov

## Kariéra a tvorba
Po absolvování Vojenské střední školy Ministerstva obrany v Moravské Třebové nastoupil Havlíček v roce 2019 do profesionální armády. Před nástupem na vojenskou školu zvažoval i studium na Střední policejní škole v Holešově. Věnoval se videoprodukci a strategické komunikaci u Velitelství informačních a kybernetických sil v Olomouci. Od července roku 2024 změnil služební zařazení a působí v Praze na pozici Influencer & Content Marketing Specialist u Agentury personalistiky Armády České republiky.
Svou tvorbu na YouTube zahájil v roce 2016 s obsahem zaměřeným na vojenské videohry, konkrétně na hru World of Tanks, odkud pochází i jeho přezdívka. Od roku 2022 se však věnuje především představování každodenní práce a fungování armády, policie, hasičského sboru a vězeňské služby. Ve videích, které natáčí v spolupráci s příslušníky daných složek, zprostředkovává divákům zážitky z terénu, rozhovory i simulace náročných situací. Havlíček se ve svých videích věnuje i srovnání práce u policie a armády, zdůrazňuje společný cíl obou složek, kterým je zajištění bezpečnosti, a upozorňuje na odlišnosti v jejich působení.

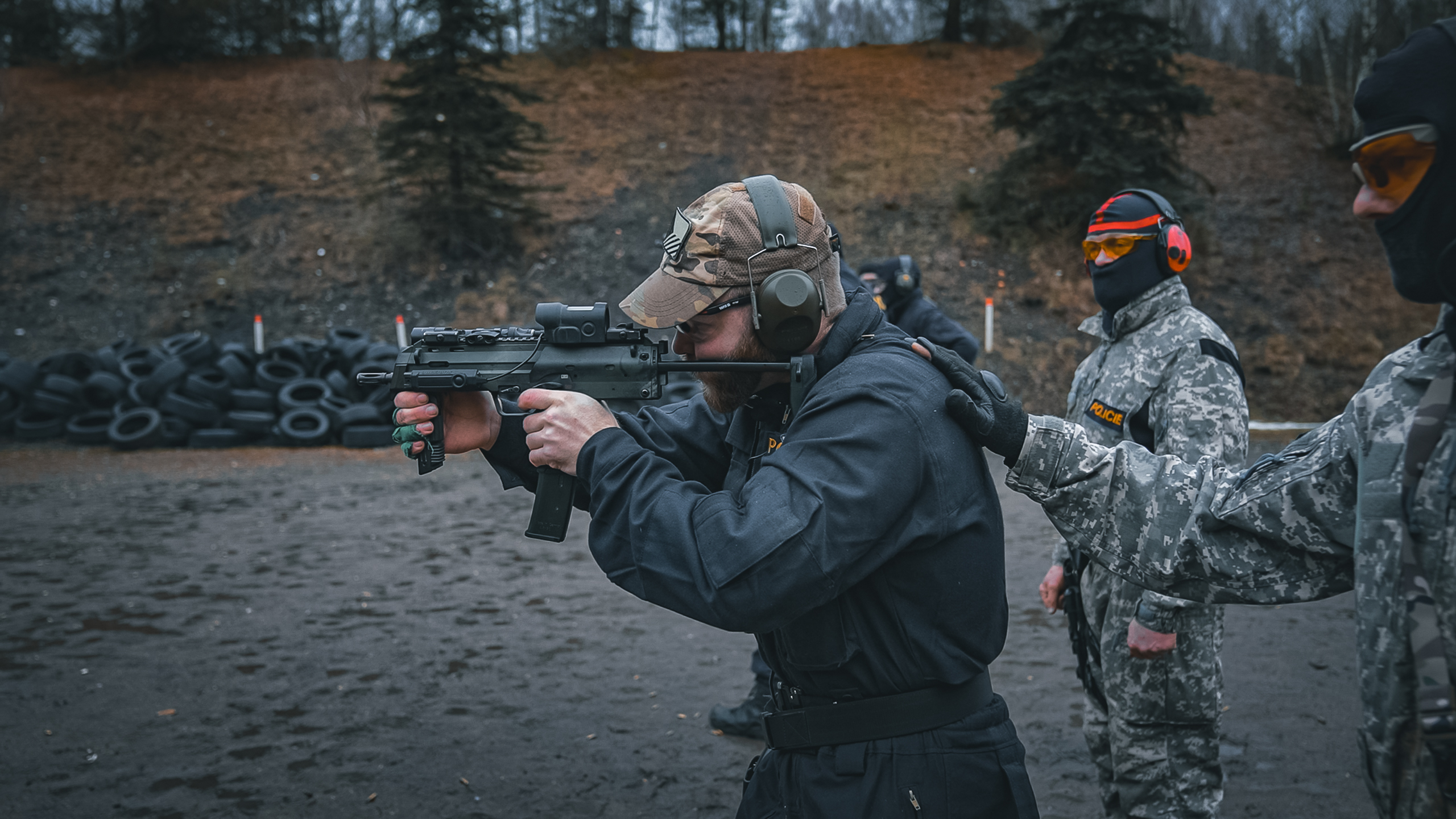
Ondřej Havlíček během střeleckého cvičení u Zásahové jednotky Krajského policejního ředitelství Královéhradeckého kraje

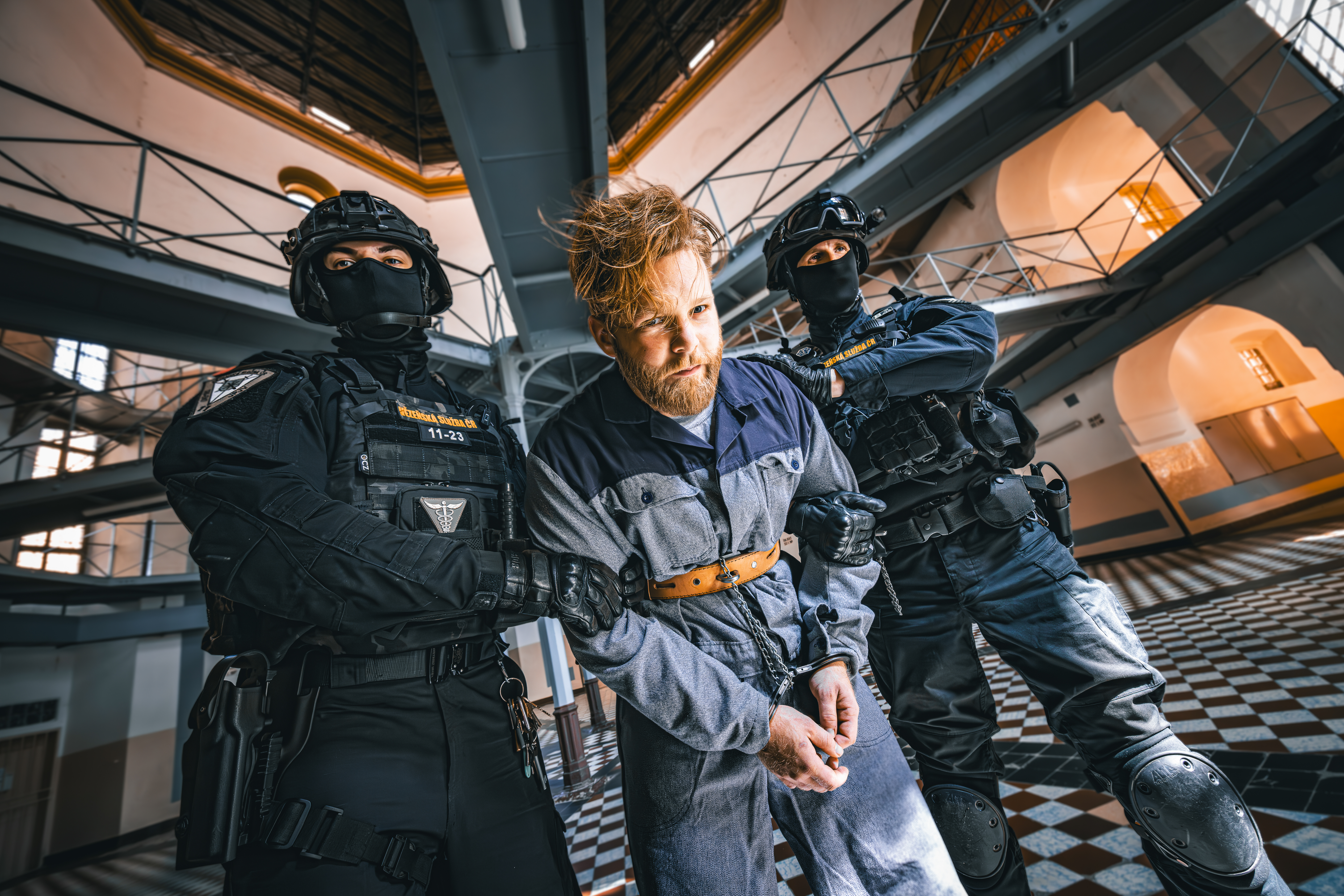
Ondřej Havlíček během natáčení dokumentu o Věznici Plzeň

Ve svých videích se snaží bořit mýty a stereotypy spojené s prací u bezpečnostních složek a přiblížit ji mladé generaci. Havlíček se domnívá, že jeho tvorba může mladým lidem pomoci v rozhodování o jejich budoucí kariéře a zároveň poukázat na důležitost bezpečnostních složek pro společnost. Jeho tvorba se setkává s pozitivními ohlasy od diváků i od samotných příslušníků bezpečnostních složek. Kromě videí o Armádě ČR spolupracuje i s Policií ČR, se kterou od roku 2024 natočil dvě videa zaměřená na představení výběrového řízení k zásahové jednotce a základní odbornou přípravu policistů.
Kromě videí zaměřených na současnost se věnuje i představování vojenské techniky. K 18. listopadu 2024 měl na svém YouTube kanále přes 260 tisíc odběratelů.